# 徐自强 (中将)
徐自强（1938年—），男，浙江诸暨人，中国人民解放军将领、中国人民解放军中将。

## 生平
1956年11月参加中国人民解放军。1961年8月加入中国共产党。历任中国人民解放军陆军第二十四集团军通信连台长，团政治处宣传股干事、副股长、股长，政治部副主任。1982年任师政治部主任。1983年任师政治委员。
1985年任第24集团军副政治委员。1990年任第24集团军政委，1995年任天津警备区政委，1996年任北京军区副政治委员。
1988年授予中国人民解放军少将军衔，1996年授予中国人民解放军中将军衔。
是中国共产党第十五届中央委员会候补委员，中国人民政治协商会议第十届、第十一届全国委员会委员。